# Резене
Резенѐ или див копър (Foeniculum vulgare), наричано още копрец, полски копър, аптекарски копър, морач, фенел, фенхел, сминд, лъжлив сминдух) е растение от рода Foeniculum (смятано за единствен вид от много ботаници) и расте в южна Европа (особено по Средиземноморието) и югозападна Азия. То е от семейството на магданоза и моркова Сенникови. От същото семейство е и копърът, но резенето е от друг род.
Резенето е силно ароматично многогодишно тревисто растение, право, синьозеленикаво на цвят, достигащо 2 м на височина. Листата достигат на дължина до 40 см. Те са ситно нарязани, като крайните им сегменти са нишковидни, широки около 0,5 мм. Цветовете се образуват на върха в сложни сенници, широки 5 – 15 см, като всяка секция на сенника съдържа 20 – 50 миниатюрни жълти цвята на къси стъбълца. Плодът е продълговато сухо семе, дълго 4 – 9 мм и наполовина или по-малко широко с жлеб, съдържа 3 – 5% етерично масло с 60 – 80% анетол и 14 – 18% обикновено масло. Анетоловото масло, получавано при екстракция на семената, е основна съставка на мастиката, на която дължи основния си аромат. То е и една от съставките на гръцкото питие узо.
Резенето е храна за ларвите на някои видове пеперуди като Amphipyra tragopoginis и Papilio zelicaon.
Цъфти от юли до септември. Използва се в българската, гръцката, италианската и испанската кухня за подправяне на риби и супи.
Изсушено се ползва и като добавка към туршии, заедно с копър или като негов заместител.
Една от съставките на билковата смес за мастика е резене.
От резене се добива и етерично масло.
Използва се и като билка при запек, недостиг на кърма при кърмачките, при камъни и възпаления на бъбреците, колити, газове, за апетит, при кашлица. Семената облекчават газовете и стомашните болки, имат диуретичен и противовъзпалителен ефект. Под формата на настойка действа като очистително и облекчава коремното разтегляне. Заради употребата му като билка е познато с името аптекарски копър.
При неспазване на предписаната доза семената могат да причинят хранителни отравяния, водещи до стомашночревни разстройства или по-сериозни здравословни проблеми.